# Lennart Holländer
Lennart "Lillen" Artur Hjalmar Holländer, egentligen Hjalmar Artur Lennart Holländare, född 28 juni 1909 i Örgryte församling, död 18 mars 1987 i Nylöse församling, var en svensk fotbollsspelare (anfallare) som representerade Gais och Gårda BK.

## Biografi
Holländer debuterade för Gais redan som 18-åring säsongen 1927/1928, men gjorde då bara en match. Han slog igenom säsongen 1929/1930, då han spelade 21 av 22 matcher för sällskapet och gjorde 14 mål. I oktober 1929 skrev Svenska Dagbladet om Holländer: "Denne rödhårige göteborgare med de idealiska (fotboll)stegen och den perfekta bollbehandlingen har liksom Rydell fotbollen i blodet och kan under god ledning bli av örgrytarens klass. Så stora naturliga förutsättningar har denne göteborgspojke".
I inledningen av nästa säsong åkte Holländer dock på en långtidsskada och kom sedan aldrig riktigt tillbaka. I juli 1930, i ett derby mot IFK Göteborg, stötte han samman med IFK:s målvakt i början av matchen och vred knäet. Guldsäsongen 1930/1931 spelade han därför bara en enda match, och 1931/1932 spelade han två (ett mål). Han gick därefter till Gårda BK, men på grund av knäet lyckades han inte heller där utan slutade med fotbollen. Efter en lyckad knäoperation återkom han dock i Gårda 1936 och hade därefter några bra år för denna klubb.
Sammanlagt spelade Holländer 25 allsvenska matcher för Gais och gjorde 15 mål. För Gårda BK spelade han 49 allsvenska matcher (8 mål) och ett okänt antal matcher i division II.
Trots smeknamnet "Lillen" var Holländer påfallande lång. Enligt Gais-ikonen "Abben" Olsson var han den mest begåvade spelare han någonsin hade spelat med. Holländer är begravd på Örgryte nya kyrkogård.